# Cantonul L'Aigle-Est
Cantonul L'Aigle-Est este un canton din arondismentul Mortagne-au-Perche, departamentul Orne, regiunea Basse-Normandie, Franța.

## Comune
| Comune                  | Populație (1999) | Cod poștal | Cod INSEE |
| ----------------------- | ---------------- | ---------- | --------- |
| L'Aigle                 | ...              | 61300      | 61214     |
| Chandai                 | ...              | 61300      | 61092     |
| Crulai                  | ...              | 61300      | 61140     |
| Irai                    | ...              | 61190      | 61208     |
| Saint-Martin-d'Écublei  | ...              | 61300      | 61423     |
| Saint-Michel-Tubœuf     | ...              | 61300      | 61432     |
| Saint-Ouen-sur-Iton     | ...              | 61300      | 61440     |
| Saint-Sulpice-sur-Risle | ...              | 61300      | 61456     |
| Vitrai-sous-Laigle      | ...              | 61300      | 61510     |